# Роберт Бартчак
Роберт Бартчак (пол. Robert Bartczak; 12 липня 1996, Влоцлавек, Польща) — польський футболіст, півзахисник футбольної команди «Блаубойрен».

## Клубна кар'єра
За «Легію» відіграв всього один основний поєдинок - товариський матч з дніпропетровським «Дніпром», в якому польська команда поступилася з рахунком 1–3. Бартчак замінив Якуба Косецького на 63-тій хвилині матчу.